# Lago Stechlin
El lago Stechlin (en alemán: Stechlinsee) es un lago situado al norte del distrito rural de Alto Havel —junto a la frontera con el estado de Mecklemburgo-Pomerania Occidental—, en el estado de Brandeburgo (Alemania), a una elevación de 60 metros; tiene un área de 452 hectáreas.
Este es uno de los lagos que forman parte del sistema de lagos Rheinsberg.

## Curiosidades
- El pez Coregonus fontanae, una especie de la familia Salmonidae en el orden de los Salmoniformes, es encontrado únicamente en este lago.

- La última novela del escritor alemán Theodor Fontane (1819-1898), Der Stechlin, está ambientada en este lago.